# ¡Voy a pagar por adelantado!
Plachu Vperyod! es una comedia rusa dirigida por el azerí Viktor Titov, con la participación de Mikhail Boyarsky, Larisa Luppian, Natalya Danilova y Kseniya Rappoport.

## Sinopsis
Un famoso actor y su esposa celebran el Fin de Año de forma fascinante, rodeado por dos mujeres más, cada una con su correspondiente pero difícil relación. Pero una de ellas, una mujer de negocios, sugiere a la esposa un millón de dólares a cambio de un año de vida con su pareja, por lo que la mujer tendrá que decidir entre la estabilidad, la riqueza o la juventud.

## Reparto
| Actriz/Actor      | Personaje                             |
| ----------------- | ------------------------------------- |
| Mikhail Boyarsky  | Mikhail Raspyatov, actor              |
| Larisa Luppian    | Polina Raspyatova, actriz             |
| Natalya Danilova  | Olimpiada Andreyevna, multimillonaria |
| Kseniya Rappoport | Natusya, actriz principiante          |

## Estreno

### Oficiales
| País  | Fecha              |
| ----- | ------------------ |
| Rusia | 7 de enero de 2001 |